# S&T 미라쥬

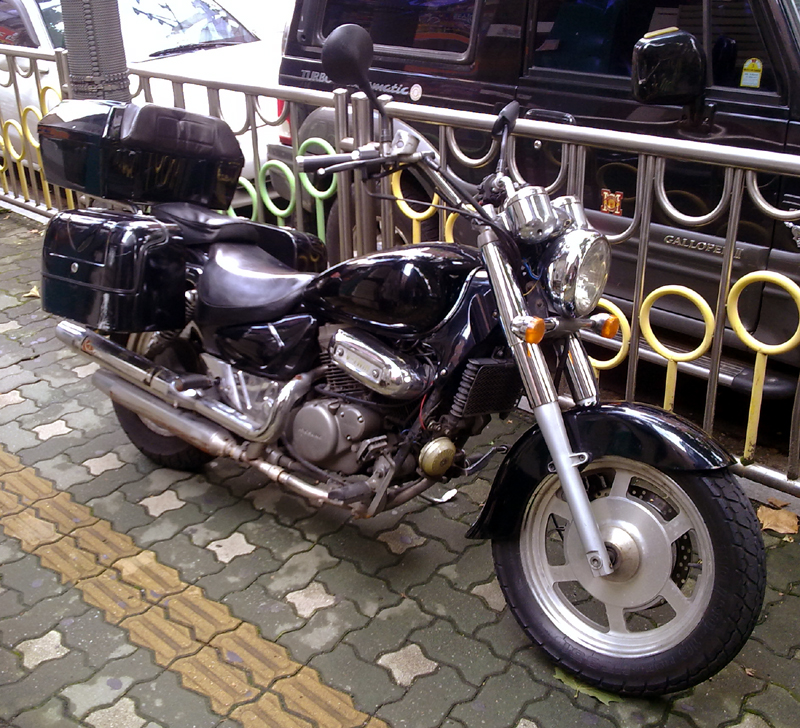
미라쥬250

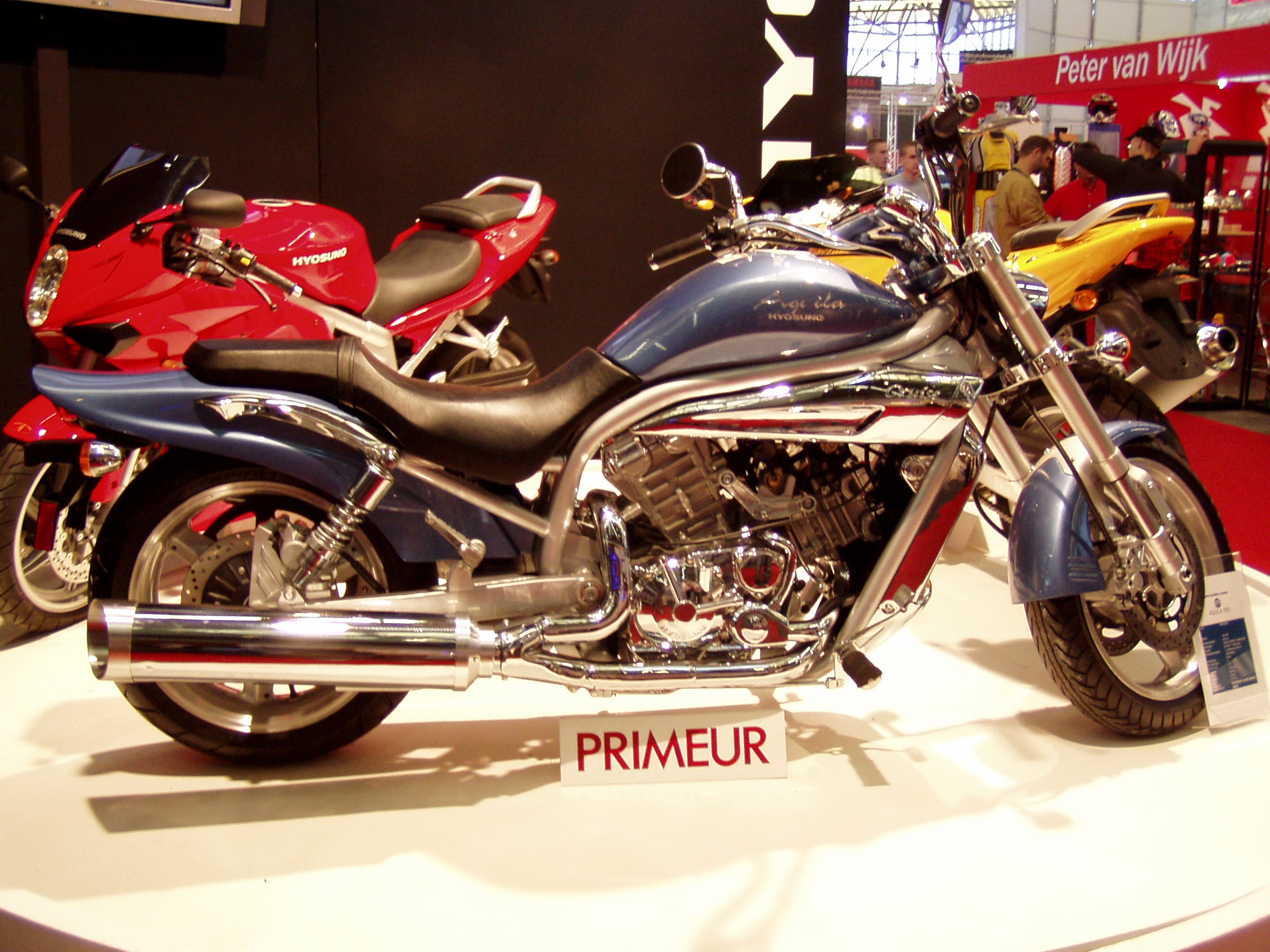
미라쥬650

S&T 미라쥬(S&T Mirage)는 KR모터스(구 S&T모터스)에서 생산하는 크루저 형태의 모터사이클이다. 코드명은 GV이며, 수출명은 아퀼라(Aquila)이다.
작명에 대한 스토리를 보자면 1999년 출시전 효성모터스에서 이름 공모를 실시하여 4명 공모자가 Mirage 라는 이름을 제출한다.
이중 당첨자는 당시 천리안 이륜차 동호회 시삽으로 동호회 활동을 활발히 하고 있으며, 효성 크루즈 오너였던 회사원 황호선 씨.
이후 Mirage라는 영문명은 그대로 사용하나 "미라지"보다 발음상 어감이 좋은 "미라쥬"로 출시하게 된다.
- 미라쥬125C
- 미라쥬250
- 미라쥬650